# Bạch mã khiếu tây phong
| Kim Dung            | Kim Dung |
| ------------------- | -------- |
| Tiểu thuyết         |          |
| 飛 Phi              | 笑 Tiếu  |
| 雪 Tuyết            | 書 Thư   |
| 連 Liên             | 神 Thần  |
| 天 Thiên            | 俠 Hiệp  |
| 射 Xạ               | 倚 Ỷ     |
| 白 Bạch             | 碧 Bích  |
| 鹿 Lộc              | 鴛 Uyên  |
| Truyện ngắn         |          |
| 越女劍 Việt nữ kiếm |          |

Bạch mã khiếu tây phong (giản thể: 白马啸西风; phồn thể: 白馬嘯西風; bính âm: Bai Ma Xiao Xi Feng) là một trong những tiểu thuyết võ hiệp của Kim Dung, xuất bản lần đầu vào năm 1962 trên Minh Báo.
| “ | "Nếu như ngươi yêu thương say đắm một người, người đó lại yêu thương say đắm một người khác, thì phải thế nào?" Tình yêu không thể cưỡng cầu được… Trên sa mạc đất Hồi Cương có một đôi vợ chồng người Hán ngã xuống đúng như câu "Uyên Ương Đồng Mệnh" khi bị Lã Lương tam kiệt truy sát vì một tấm bản đồ là "Cao Xương Mê Cung". Đứa con gái nhỏ của hai người là Lý Văn Tú được con bạch mã đưa tới bộ tộc Cáp Tát Khắc và được một lão nhân họ Kế cứu sống. Cũng tại bộ tộc này Lý Văn Tú đã vướng vào một mối tình tay ba, vậy nàng ta đã xử sự như thế nào? Sư phụ nàng là người Hán hay người của bộ tộc Cáp Tát Khắc, Lão Kế đích thực là ai? Kho báu của Cao Xương có gì mà khiến cho nhiều người đổ máu? Qua bộ "Bạch Mã Khiếu Tây Phong" mọi người sẽ được theo dõi diễn biến tâm trạng của một kẻ khi yêu, đồng thời cũng thấy được tấm lòng chân thực, chất phác của những con người nơi sa mạc… | ” |

## Nội dung
Câu chuyện nói về hành trình lưu lạc của Lý Văn Tú, con gái của Bạch Mã Lý Tam và Kim Ngân Tiểu Kiếm Tam Nương Tử (Thượng Quan Hồng). Vợ chồng Lý Tam trên đường đi tìm kho báu (Cao Xương mê cung) thì bị người của tiêu cục Tấn Uy truy sát dẫn đến phải bỏ mạng tại miền sa mạc Hồi Cương. Cô bé Lý Văn Tú lạc vào bộ tộc người Cáp Tát Khắc (Nội Mông) và được một người Hán (Kế lão lão) nuôi nấng. Lúc đó Lý Văn Tú mới 8 tuổi. Trong một lần tình cờ đuổi theo chim Thiên Linh, Lý Văn Tú gặp Tô Phổ (con trai Tô Lỗ Khắc - dũng sĩ số một của người Cáp Tát Khắc) và từ đó hai đứa trẻ thường xuyên đi chăn cừu, kể chuyện và hát cho nhau nghe.
Một hôm, hai đứa trẻ đang ngồi trông đàn cừu thì một con sói lớn bất ngờ tấn công Lý Văn Tú, Tô Phổ đã liều mình giết sói giải cứu Lý Văn Tú, tuy nhiên Tô Phổ bị sói cắn vào cổ. Lý Văn Tú vội lấy chiếc khăn của mình buộc vết thương cho Tô Phổ. Vừa lúc đó cha của Tô Phổ là Tô Lỗ Khắc đi tới, biết được việc con trai đã giết được con sói lớn nên rất vui mừng. Nhưng khi gặp Lý Văn Tú, biết cô gái là người Hán nên do thâm thù từ trước (với người Hán, đã cướp bóc và giết vợ và con trai lớn của Khắc) nên đã cấm con trai mình qua lại với Lý Văn Tú. Lý Văn Tú biết vậy nên đem bộ lông sói Tô Phổ tặng đặt trước nhà A Mạn - con gái dũng sĩ của Cáp Tát Khắc là Xa Nhĩ Khố, đối thủ của cha Tô Phổ. Thời điểm này hai đứa trẻ thơ ngây còn chưa hiểu gì về tình yêu.
Về sau, Lý Văn Tú vẫn nhớ tới Tô Phổ nhưng không thổ lộ vì cha Tô Phổ căm ghét cô, đồng thời Tô Phổ và A Mạn cũng đã thành đôi. Trong một lần ra ngoài, Lý Văn Tú gặp được Hoa Huy - nhất chỉ chấn Giang Nam, được nhận làm đồ đệ, sau đó cứ vài ngày lại đến chỗ ông luyện võ công. Một ngày nọ mưa tuyết lớn, Tô Phổ, A Mạn trú nhờ nhà Kế lão lão, Lý Văn Tú phải cải nam trang vào nhà, rồi đến khi một kẻ ở Tấn Uy tiêu cục tìm đến, đánh Tô Phổ bị thương, mọi người phát hiện ra bản đồ Cao Xương mê cung. Lúc sau Tô Lỗ Khắc và Xa Nhĩ Khố tìm con cũng tới đây và tên cướp thì bị Lý Văn Tú đuổi đi.
Đến lúc trời sáng, Tô Lỗ Khắc và Xa Nhĩ Khố dẫn con cùng trai tráng lên đường đến Cao Xương mê cung, tại đây họ gặp được Hoa Huy, phát hiện ra bí mật về thân thế của y (Ngoã Nhĩ Lạp Tề) và Kế lão lão (Mã Gia Tuấn) - cũng là đồ đệ của Hoa Huy, Lý Văn Tú cũng được ông kể cho bí mật bất ngờ của Cao Xương mê cung. Cuối cùng, sau cái chết của sư phụ và Kế lão lão, Lý Văn Tú cùng con bạch mã trở về Trung Nguyên, lòng đầy tâm trạng.

## Chuyển thể
Tác phẩm được chuyển thể 3 lần:
- Năm 1972 do Dương Phán Phán đóng Lý Văn Tú
- Năm 1987 do Khương Đại Vệ đóng Kế lão lão/Mã Gia Tuấn
- Năm 2002 do hãng phim Đại Lục sản xuất